# Xenija Jewgenjewna Aljoschina
Xenija Jewgenjewna Aljoschina (russisch Ксения Евгеньевна Алёшина, englische Schreibweise Ksenia Aleshina; * 28. Januar 2003 in Moskau) ist eine ehemalige russische Tennisspielerin.

## Karriere
Xenija Aljoschina begann im Alter von vier Jahren mit dem Tennisspielen und bevorzugt Hartplätze. Sie spielt vor allem auf der ITF Women’s World Tennis Tour, wo sie bislang aber noch keinen Titel gewinnen konnte.
Ihr erstes Turnier auf der WTA Tour bestritt sie bei den Baltic Open 2019, wo sie eine Wildcard für die Qualifikation erhielt. Sie scheiterte aber bereits in der ersten Runde an Başak Eraydın.
Danach bestritt sie kein weiteres Turnier.